# Hrastje ob Bistrici
Hrastje ob Bistrici je naselje u slovenskoj Općini Bistrici ob Sotli. Hrastje ob Bistrici se nalazi u pokrajini Štajerskoj i statističkoj regiji Savinjskoj. 

## Stanovništvo
Prema popisu stanovništva iz 2002. godine naselje je imalo 141 stanovnika.